# Halász Péter (karmester)
Halász Péter (Budapest, 1976. július 23. –) magyar karmester.

## Életpályája
Halász Péter Budapesten született. Szülővárosában folytatott zongora és zeneszerzői tanulmányai után a Bécsi Zeneművészeti Egyetem karmester szakán diplomázott Leopold Hager tanítványaként. Luzerni mesterkurzusokon Bernard Haitink tanítványa volt. Nagy hatással volt rá Fischer Ádám, akivel közös munkája a kismartoni Haydn Fesztiválon kezdődött asszisztensként.
Tanulmányai után Halász Péter a Zürichi Operaház operastúdiójának tagjaként korrepetált fiatal énekeseket (2001/02). Ezután a Mainzi Állami Színházhoz szerződött karmesterként, ahol több mint tizenöt különböző produkciót vezényelt (2003–2010).
2011-től 2013-ig az Aacheni Operaház és Szimfonikus Zenekar helyettes főzeneigazgatójaként dolgozott. Itt számos premier fűződik a nevéhez: Salvatore Sciarrino: “Superflumina”, Rossini: “Hamupipőke”, J. Strauss: “A denevér”, Poulenc: “Az emberi hang” / Monteverdi: Tankréd és Klorinda párviadala, Verdi: Az álarcosbál. Aachenben az Ariodante és az Alcina premierjeivel elkezdett egy Haendel ciklust eredeti hangszereken. Ezenkívül Bizet: Carmenjának, Humperdinck: Jancsi és Juliskájának, Verdi: Simon Boccanegrájának előadásait is dirigálta. A Trisztán és Izolda aacheni előadásával debütált Wagner-karmesterként.
Halász Péter 2010-ben Rossini: “A sevilliai borbély” című operájával debütált Fischer Ádám meghívására a Magyar Állami Operaházban. Azóta rendszeresen vezényli a ház repertoárelőadásait. Dirigálta többek közt Verdi: Rigolettóját, Nabuccóját, valamint Traviatáját; Puccini: Turandotját, Pillangókisasszonyát, Bohéméletét, Mozart: Don Giovanniját és a Figaro Házasságát valamint ifj. Johann Strauss: A denevérjét.
2013-tól 2016-ig a Magyar Állami Operaház főzeneigazgatójaként dolgozott, ahol számos, a közönség és a kritika által méltatott premiert vezényelt. Verdi „Falstaff”-ja nyitotta a sort, a szerző 200. születésnapja alkalmából. Richard Strauss az Árnyék nélküli asszony c. operájának hiánypótló magyarországi ősbemutatójára az ő vezényletével került sor 2014-ben. Mozart: Così fan tuttéját az Oscar-díjas filmrendezővel, Jiří Menzellel közösen mutatták be. Weber: A bűvös vadász c. operájának bemutatóját Zsótér Sándor rendezésében 2015-ben dirigálta. A 2015-ös A Rajna kincsével egy teljesen új Wagner: “A Nibelung gyűrűje” ciklus vette kezdetét, amely 2016-ban A walkürrel és 2017-ben a Siegfrieddel folytatódott. Thomas Adés „A vihar” című művének kelet-európai ősbemutatójával (2016) először hangzott el napjaink egyik legfontosabb zeneszerzőjének színpadi műve Magyarországon.
2016-ban Halász Péter dirigálta Plácido Domingo gálakoncertjét, amelyen a legendás énekes első alkalommal lépett fel az budapesti Operaház színpadán.
Emellett olyan világhírű énekesek gálakoncertjeit is vezényelte, mint Angela Gheorghiu, Vesselina Kassarova, Piotr Beczala és Feruccio Furlanetto.
2017-ben Halász Pétert a Magyar Köztársaság Arany Érdemkeresztjével tüntették ki.
2015-ben meghívást kapott a Hamburgi Állami Operaháztól, ahol Puccini: Manon Lescaut-jával debütált. Ezenkívül számos más német operaházban dirigált operaelőadásokat vendégként: Baadisches Staatstheater Karlsruhe, Staatstheater Kassel, Saarlaendisches Staatstheater, Musiktheater im Revier Gelsenkirchen, Staatstheater Braunschweig.
Kocsis Zoltán személyes meghívására 2016-ban mutatkozott be a Nemzeti Filharmonikus Zenekar élén. 2017-ben Nürnbergi Állami Zenekarral egy magyar programot vezényelt. Ezenkívül vezényelte koncerten a Budapesti Filharmóniai Társaság Zenekarát, a MÁV Szimfonikus Zenekart, a Nordwestdeutsche Philharmonie-t, a Mainzi Állami Zenekart, az Aacheni Szimfonikus Zenekart, valamint a bécsi ORF Zenekart.